# Пжемислав Васћињски
Пжемислав Васћињски пољ. Przemysław Waściński) је пољски атлетичар специјалста за трку на 400 метара.  Члан је клуба MUKS Kadet из Равича..
На Европском првенству у дворани 2017., освојио је златну медаљу, такмичећи се као члан  пољске штафете 4 х 400 м.. Штафета је трчала у саставу:Каспер Козловски, Лукаш Кравчук, Вашћињски и Рафал Омелко.

## Значајнији резултати
| Година | Такмичење                    | Место   | Дисциплина       | Плас. | Резултат | Датаљи |
| 2017.  | Европско првенство у дворани | Београд | шафета 4 x 400 м |       | 3:06,99  |        |
| 2017.  | Европско првенство У-23      | Бидгошћ | шафета 4 x 400 м |       | 3:04,22  |        |